# Унтермархталь
Унтермархталь (нім. Untermarchtal) — громада в Німеччині, знаходиться в землі Баден-Вюртемберг. Підпорядковується адміністративному округу Тюбінген. Входить до складу району Альб-Дунай.
Площа — 5,61 км2. Населення становить 864 ос. (станом на 31 грудня 2020).